# Крест Узников фашистских концлагерей
Памятный знак отличия «Крест Узников фашистских концлагерей» — государственная награда Польской Народной Республики.

## История
Крест Узников фашистских концлагерей учрежден Государственным советом Польской Народной Республики от 14 марта 1985 года.
Этой награды удостаивались поляки — бывшие узники Освенцима, Майданека, Треблинки и других нацистских концентрационных лагерей и тюрем, расположенных как на территории оккупированной Польши, так и в странах Западной Европы.
Крестом Узников фашистских концлагерей в первую очередь награждались участники польского движения Сопротивления, которые, оказавшись в фашистских застенках, сохраняя свою честь, достоинство и силу духа, мужественно продолжали борьбу с фашизмом.
Этой награды удостаивались иностранные граждане — бывшие узники нацистских лагерей смерти, участники польского движения Сопротивления.
Награждение производилось и посмертно — в этом случае награда вручалась семье погибшего.

## Описание знака
Крест Узников фашистских концлагерей представляет собой греческий крест с широкими плечами, изготовленный из оксидированного под серебро металла.
На лицевой стороне креста в центральной его части помещен равносторонний треугольник, обращенный вершиной вниз, с буквой «P» посредине. Треугольник покрыт эмалью красного цвета и обрамлен по периметру узким серебристым кантиком (такой знак, сделанный из материи, нашивался на верхнюю одежду поляков — узников фашистских концлагерей и тюрем). Буква посеребренная.
На вертикальных и горизонтальных плечах креста изображен фрагмент зонного ограждения из столбов опоры с двумя изоляторами и пяти рядов колючей проволоки (по два ряда на нижнем и горизонтальных плечах и один — на верхнем). Концы проволоки наползают на треугольник.
Между рядами проволоки на горизонтальных плечах креста проставлены даты: 1939 на левом плече и 1945 — на правом.
На оборотной стороне креста помещена надпись в четыре строки: PRL / WIĘŹNIOM / HITLEROWSKICH / OBOZÓW KONCENTRACYJNYCH. Надпись захватывает верхнее и горизонтальные плечи креста.
Все надписи и изображения на кресте выпуклые рельефные.
Размеры креста: 42×42 мм, основание плеча 13,5 мм, сторона треугольника 23,5 мм, высота буквы «Р» 10 мм.
В верхней части креста имеется ушко с кольцом, с помощью которого он крепится к ленте.
Лента креста Узников фашистских концлагерей шелковая муаровая шириной 40 мм в виде чередующихся продольных полос синего (6 штук) и серого (5 штук) цвета равной ширины (расцветка одежды заключенных).
Крест Узников фашистских концлагерей носился на левой стороне груди после Партизанского креста.